# Jan Kotík
Jan Kotík (4. ledna 1916 Turnov – 23. března 2002 Berlín) byl český malíř, průmyslový výtvarník, grafik a pedagog.

## Život
Jan Kotík byl synem malíře a profesora kreslení na reálce v Mladé Boleslavi Pravoslava Kotíka. Vyučil se typografem. V letech 1935–1941 studoval na Uměleckoprůmyslové škole v Praze (prof. Jaroslav Benda). Podnikl studijní cesty do Drážďan (1936) a do Paříže (1937). Během druhé světové války v letech 1941–1943 vyučoval na soukromé umělecké škole v Praze. Byl členem Skupiny 42 (1942–1948), Umělecké besedy (1946) a SČUG Hollar (1945–1950).
Rok po osvobození Československa podepsal prokomunistické „Májové poselství kulturních pracovníků českému lidu“ publikované před volbami do Národního shromáždění v květnu 1946. Tento manifest podepsalo 843 kulturních pracovníků, z výtvarníků to byli např.: František Gross, František Muzika, Karel Lidický, Toyen... V roce 1948 podepsal výzvu prokomunistické inteligence Kupředu, zpátky ni krok!, jež byla vydána dne 25. února 1948 na podporu komunistického převratu.
Byl členem redakčního kruhu časopisu Tvar (1948–1951). V letech 1947–1953 pracoval v Ústředí lidové a umělecké výroby (ÚLUV) v Praze, od roku 1951 vedl návrhářské ateliéry a vzorové dílny a spolupracoval se sklárnou ve Škrdlovicích, v letech 1957–1968 byl členem skupiny průmyslových výtvarníků Bilance při Umělecké besedě. Zúčastnil se Světových výstav Expo 58 v Bruselu a Expo 67 v Montrealu, a jako člen předsednictva Svazu čs. výtvarných umělců (SČVU) také 32. Benátského bienále roku 1964. Roku 1965 byl na pozvání British Art Council na studijním pobytu ve Velké Británii. Články přispíval do časopisů Tvar, Výtvarná práce, Umění a řemesla, Ateliér, aj.
Roku 1969 byl na jednoročním pobytu v Západním Berlíně v rámci Deutscher Akademischer Austausch Dienst a do Československa se už nevrátil. Roku 1976 byl v nepřítomnosti odsouzen ke třem letům vězení za nepovolený pobyt v zahraničí a roku 1979 zbaven čs. státního občanství. Od roku 1972 působil jako pedagog na Hochschule für Gestaltung v Ulmu, 1974 založil skupinu Systhema a pracovně pobýval v Olevanu Romanu.
Roku 1980 byl hostem Cité Internationale des Arts v Paříži, v letech 1982–1983 byl na pracovním pobytu v New Yorku. Do Československa se vrátil poprvé roku 1989.
V letech 1991–1992 působil jako externí docent AVU. V letech 1992–2002 byl členem berlínské „Akademie der Kunste“.

## Dílo
Rané období souvisí s civilizačním programem Skupiny 42 a vychází z postkubistické stylizace reality (Deštivý den, Cyklista). Procházel obdobím geometrické abstrakce, v 60. letech v obrazu uplatnil písmo v podobě kaligrafických znaků. Poté experimentoval s nekonvenčním obrazovým formátem, malířským environmentem, konstruktivními a rituálními variabily (Anatomie MUDr. Tulpa). V 70. letech se zabýval transformací některých principů kinetismu, minimalu, poverismu aj., opíraje se o objevné aspekty konceptuálních postupů (Transformační systém). Začátkem 80. let se vrátil k malbě živelné barevnosti, s náznakem figurální malby. Věnoval se též sklářské tvorbě (kolekce váz – objektů pro Trienále v Miláně, vitráže Skláři pro EXPO ’58 v Bruselu). Je autor publikací Tradice a kultura československé výroby i Neúplný kompas.
Autorův raný projev vyrůstal z bohaté domácí i evropské tradice. A mohl navázat na živé vztahy mezi českými a zahraničními umělci. Již v časných kresbách a grafických listech se u něj projevil smysl pro zjednodušení tvaru, jejich uspořádání do přehledných a zřetelných soustav a vyjadření skutečnosti formou srozumitelných znaků. Je v nich zakotven cit pro pevnou stavbu objemu a sošnost tvaru, pro jejich začlenění do prostoru. Výraz reaguje na proměny doby a přitom si zachovává některé příznačné rysy.
Patřil k významným představitelům českého výtvarného umění 20. století. Poprvé své dílo představil na sklonku třicátých let u E. F. Buriana a když nemohl v padesátých letech vystavovat,[zdroj?] věnoval se designu – jako tvůrce i teoretik. Ale malovat nepřestal a jeho obrazy v duchu expresívní abstrakce získaly značný ohlas i na mezinárodní scéně. Uznání se dočkal také v Německu, kam v sedmdesátých letech emigroval, domů do Čech se často vracel.

### Publikace
- Tradice a kultura československé výroby výroby, Praha 1954
- Hrách na stěnu házeti aneb O užitečnosti věcí, Praha 1969
- Konsum oder Verbrauch. Versuch über Gebrauchswert und bedürfnisse, Hamburg 1974
- Neúplný kompas, Köln am Rhein 1986
- Texty, překlady a parafráze, žerty a rozhovor s Ladislavem Novákem, Třebíč 1993, ISBN 80-85766-07-8

### Překlady
- Lao-c': Tao te ťing : v převodu a s poznámkami Jana Kotíka. Galerie Jiří Švestka, Praha, 2000. ISBN 80-238-7480-2